# Relations entre l'Arménie et la Géorgie
Les relations entre l'Arménie et la Géorgie désignent les relations s'exerçant entre l'Arménie et la Géorgie. Elles sont d'une importance particulière pour l'Arménie du fait que dans le cadre du blocus économique imposé par la Turquie et l'Azerbaïdjan en raison du conflit du Haut-Karabakh, la Géorgie offre à l'Arménie sa liaison terrestre, ainsi que le passage à proximité de Tbilissi d'un gazoduc entre Vladikavkaz et Erevan. 

## Histoire
Les deux pays sont d'anciennes républiques indépendantes (28 mai 1918 et 26 mai 1918) devenues des républiques socialistes soviétiques de l'URSS après l'invasion de leurs territoires par les armées de la Russie soviétique et redevenues indépendantes en 1991. 
Les relations bilatérales sont globalement positives, malgré des différends passés — notamment la guerre arméno-géorgienne du 13 décembre au 31 décembre 1918 à propos de l'appartenance de la région de Lorri, arbitrée par les Britanniques, et des positions contradictoires de leurs délégations à la Conférence de paix de Paris (1919) concernant en particulier l'appartenance de la région de Batoumi — et malgré leurs alliances différentes, la Géorgie est membre du GUAM, réunissant la Géorgie, l'Ukraine, l'Azerbaïdjan, la Moldavie et a signé un accord d'association avec l'Union européenne le 27 juin 2014, l'Arménie est membre de l'Union économique eurasiatique avec la Biélorussie, le Kazakhstan et la Russie depuis le 29 mai 2014.
Le 26 janvier 2024, les deux pays signent un « partenariat stratégique », sans en préciser les détails.

## Transports
En termes de transport terrestre, en raison de la deuxième guerre d'Ossétie du Sud entre la Géorgie et la Russie, le principal partenaire économique et stratégique de l'Arménie, les aléas de la fermeture des frontières russo-géorgiennes politiques, mais aussi climatiques car le poste frontière de Larsi / Kazbegi, seul en fonctionnement, est situé en altitude entraînent des problèmes de transit de marchandises, les passages par l'Abkhazie et l'Ossétie du Sud, sécessionnistes, ne permettant pas l'accès au reste du territoire géorgien. 
Le président arménien Serge Sargsian a déclaré que l'Arménie ne reconnaît pas officiellement l'Abkhazie et l'Ossétie du Sud comme des États indépendants tant qu'il n'a pas reconnu la République du Haut-Karabakh.

## Énergie
En termes d'énergie, le gouvernement géorgien a renouvelé le 11 janvier 2017 avec Gazprom l'accord relatif au gazoduc transitant sur son territoire de la Russie vers l'Arménie, aux conditions de mise à disposition de la Géorgie de 10 % du volume total de gaz transitant et d'un paiement de 185 dollars les 1 000 m3 en cas de besoin supplémentaire. 
Les réseaux électriques des deux pays restent couplés : un accord de principe a été signé le 24 décembre 2015 entre l'Arménie, la Géorgie, l'Iran et la Russie pour une coopération régionale, sans que les avancées concrètes aient été rendues publiques depuis.